# 털코웜뱃속
털코웜뱃속 또는 콧등털웜뱃속(Lasiorhinus)은 웜뱃과에 속하는 포유류 속이다. 오스트레일리아에서 발견되는 2종의 유대류로 이루어져 있다.

## 특징
남방털코웜뱃은 뉴사우스웨일스주 남서부 지역부터 사우스오스트레일리아 주와 웨스턴오스트레일리아 주 사이의 경계 지역까지의 반건조 지역 일부와 건조 지역 지대에서 발견된다. 국제 자연 보전 연맹(IUCN)이 IUCN 적색 목록에서 관심대상종(LC, Least Concern Species)으로 지정 분류하고 있다. 그러나 북방털코웜뱃는 이전에는 빅토리아 주와 뉴사우스 웨일스 주에도 존재했지만, 현재는 퀀즐랜드의 에핑 국립공원에 겨우 3km2정도 이내에서만 살아남아 분포하기 때문에 멸종위급종(CR, Critically Endangered Species)으로 분류하고 있다.

## 하위 종
- † Lasiorhinus angustidens
- 남방털코웜뱃 또는 남방콧등털웜뱃 (Lasiorhinus latifrons)
- 북방털코웜뱃 또는 콧등털웜뱃 또는 북방콧등털웜뱃 (Lasiorhinus krefftii)